# Euclides (arcont)
Euclides (en llatí Eucleides, en grec antic Εὐκλείδης) va ser arcont epònim d'Atenes per l'any 403 aC.
El seu arconat és memorable per la restauració, amb algunes modificacions, de les antigues lleis de Soló i Dracó d'Atenes. Aquestes lleis es van escriure a la stoa en alfabet jònic, que després es va fer servir a Atenes pels documents públics. Ateneu de Naucratis esmenta a un personatge amb el mateix nom que diu que va ser un gran col·leccionista de llibres, però no se sap si és la mateixa persona.